# Clupisoma roosae
Clupisoma roosae is een straalvinnige vissensoort uit de familie van de glasmeervallen (Schilbeidae). De wetenschappelijke naam van de soort is voor het eerst geldig gepubliceerd in 2004 door Ferraris.